# گارسون کنین
گارسون کنین (انگلیسی: Garson Kanin؛ ۲۴ نوامبر ۱۹۱۲ – ۱۳ مارس ۱۹۹۹) کارگردان و فیلم‌نامه‌نویس اهل ایالات متحده آمریکا بود.

## فیلم‌شناسی
- مادر مجرد (۱۹۳۹)
- همسر دلخواه من (۱۹۴۰)
- تام، دیک و هری (۱۹۴۱)
- افتخار واقعی (۱۹۴۵)